# 黃臉油葫蘆
黃臉油葫蘆（学名：Teleogryllus emma）是一種蟋蟀，分布於中國和日本，棲息在草原和稻田附近。
黃臉油葫蘆的食性為雜食性，天敵為鳥類、蜥蜴、青蛙還有螳螂。這種動物雌性身體呈綠色，臉呈鮮黃色；雄性身體呈藍色，臉部顏色比雌的更深一些。所以區別這種動物的性別並不難。

## 外部連結
- A---LIAW的自然生態部落格[永久]
- 黃臉油葫蘆 Teleogryllus emma （页面存档备份，存于）